# Pionosyllis petalecirrus
Pionosyllis petalecirrus är en ringmaskart som beskrevs av Averincev 1982. Pionosyllis petalecirrus ingår i släktet Pionosyllis och familjen Syllidae. Inga underarter finns listade i Catalogue of Life.